# Melanerpes cactorum
Melanerpes cactorum е вид птица от семейство Picidae. Видът е незастрашен от изчезване.

## Разпространение
Разпространен е в Аржентина, Боливия, Бразилия, Парагвай, Перу и Уругвай.